# Molho de carne

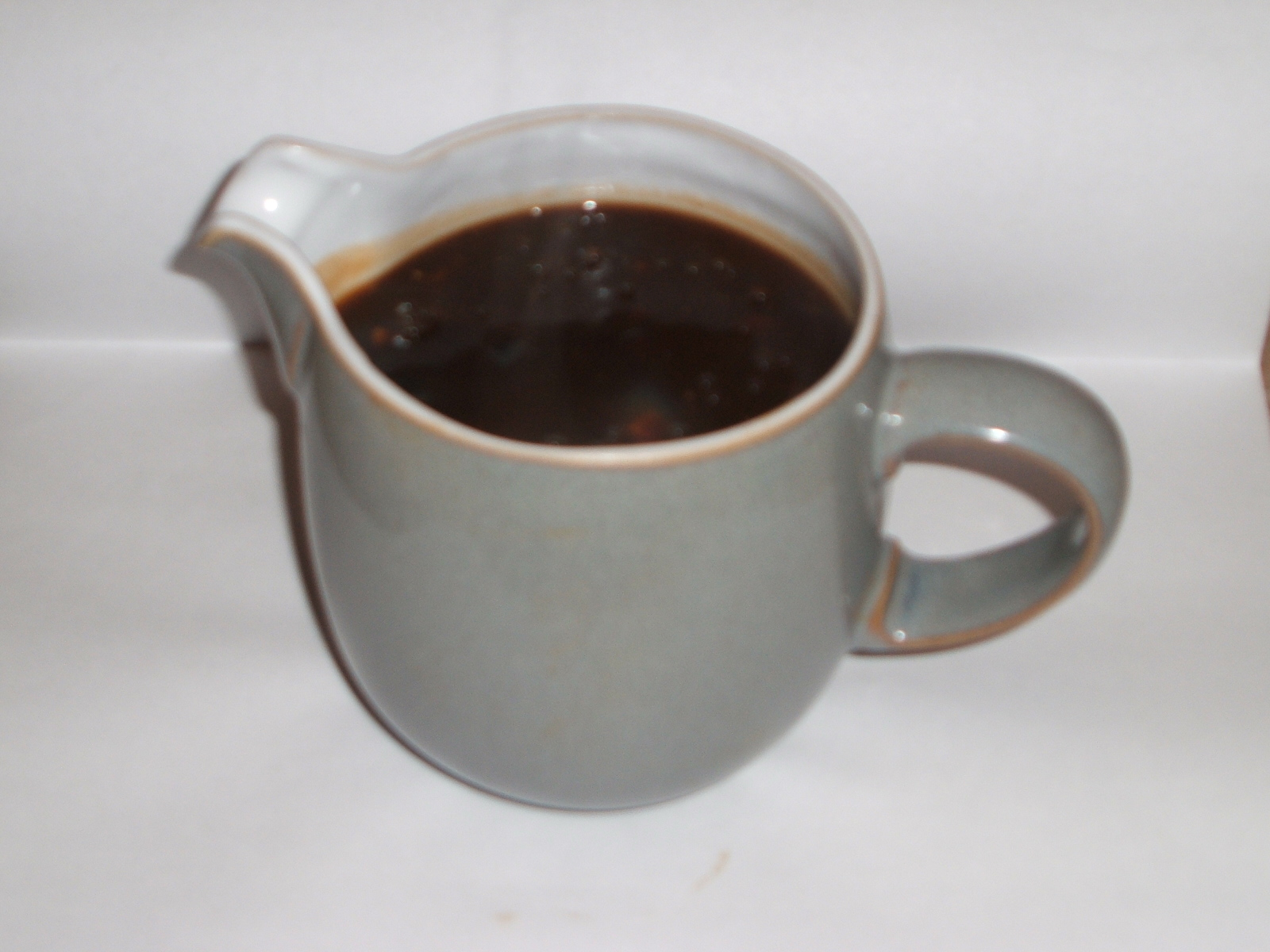
Gravy

Nota: Se procura a preparação à base de carne moída normalmente servida com massas, veja Molho à bolonhesa
O molho de carne é muito popular na culinária anglo-saxónica, onde é conhecido como gravy, principalmente no Reino Unido e Estados Unidos, ou como molho castanho em vários países nórdicos (por exemplo, brun sovs na Dinamarca). É geralmente utilizado para temperar bifes, um assado de carne ou outros pratos típicos, como as almôndegas da Escandinávia. Normalmente, este molho é preparado com o próprio suco libertado pela carne durante o assado, que é primeiro deglaçado e depois é engrossado com farinha e por vezes caldo, leite ou nata, além de alguns condimentos; mas também pode ser feito pela redução dum caldo de carne, como por exemplo uma glace de carne.[carece de fontes?]
O gravy pode ainda ser feito com base em caldo desidratado, extratos de carne ou de vegetais, e ser aromatizado com “gravy salt”, uma mistura de sal de cozinha e caramelo ou outro corante alimentar.

## Portugal
Em Portugal, o molho de carne pode ser feito cozinhando carne de vaca (de preferência, alcatra) moída ou raspada, em manteiga e banha, a que se adiciona água, cebola e cenoura cortadas, tomate sem pele nem sementes e salsa. Depois de tudo bem cozido, transforma-se num puré, tempera-se com sal, pimenta e vinho do Porto e pode ainda acrescentar-se farinha torrada diluída em água, que se ferve em fogo brando para engrossar. Depois de frio, este molho pode ser guardado na geleira para ser utilizado com francesinhas, bifes ou outros pratos de carne.

## França
Molho espanhol é um dos molhos base da culinária da França; é preparado com um roux escuro a que se junta água ou caldo de carne, ossos e carne de vaca, vegetais (“mirepoix”) e condimentos, e se deixa ferver até reduzir; por vezes, acrescenta-se ainda puré de tomate. Outro molho que é derivado deste é o demi-glace, em que se combina o molho espanhol com um fundo escuro. Estes molhos foram descritos por Escoffier no seu “Le guide culinaire”.

## Escandinávia
O “molho castanho” (“brun sovs”, na Dinamarca) usado para acompanhar carne assada, bifes ou almôndegas tem origem no molho espanhol, mas passou a ser preparado com um caldo baseado em extrato de carne ou caldo desidratado, engrossado com farinha ou maizena, a que se acrescenta um corante alimentar castanho. Pode ser substituído por molho de cogumelos ou de cebola, geralmente de um produto enlatado.[carece de fontes?]

## Ogravynos Estados Unidos
Para além da forma como é preparado e servido noutros países de língua inglesa, com assados, incluindo o peru assado do Dia de Acção de Graças, o gravy nos Estados Unidos, com muitas variantes, também acompanha o “meat loaf”, a galinha frita, o “chicken fried steak”, ou o “rice-and-gravy” (arroz branco e carne), ao estilo cajun  ou puré de batatas, acompanhando qualquer outro prato. Algumas variantes são:
Na culinária sulista, o “white gravy” é uma espécie de bechamel para ser usado em pratos de carne, galinha, ou consumido simplesmente com pão ou batata. A receita básica consiste em misturar ao lume farinha de trigo com óleo ou manteiga, juntar leite e continuar mexendo até obter um creme e temperar com sal, pimenta e opcionalmente salsa ou outros condimentos. Este molho pode tornar-se um gravy típico se levar os sucos dum assado de carne.[carece de fontes?]
Um dos pratos mais típicos em que se usa uma variante de “white gravy” são os “biscuits and gravy”, uma preparação para o pequeno almoço, em que o molho, chamado “sausage gravy”, é feito com base em carne de salsicha, farinha, leite e muitas vezes pedaços de bacon e carne de vaca moída, normalmente temperado com pimenta preta. Uma variante é o “molho de serradura” (“sawmill gravy”), também chamado “country gravy”, em que o “roux” é feito com farinha e sucos duma carne cozinhada, a que se escrescenta leite e, por vezes, carne de salsicha ou fígado de galinha. Outra variante é o “egg gravy”, que leva ovo mexido ou ovo batido que se cozinha no gravy, ficando em farrapos. É também preparado o “red-eyed gravy” (“molho-de-olhos-vermelhos”, referindo-se a quem acabou de acordar), em que se utiliza café para deglaçar bacon ou presunto frito; este molho, normalmente utilizado para amaciar (“to sop” ou “ensopar”) biscuits servidos com “country ham”, não é engrossado com farinha. Ainda outra variante é o molho de chocolate, supostamente servido em Graceland com ao pequeno almoço.
O “brown gravy” (molho castanho) é o mais próximo do gravy britânico, normalmente feito com o fundo dum assado cozinhado em lume forte com cebola e outros vegetais, até ficarem caramelizados, e diluído com farinha misturada com água; algumas variantes incluem os miúdos de galinha ou peru, cogumelos, ou cebola cozinhada com caldo de carne ou vinho.[carece de fontes?]
Outra variedade de molho é o “vegetable gravy”, feito com caldo de vegetais e opcionalmente engrossado com o “cowboy roux”, sem gordura e por vezes feito com farinha de milho; este molho pode ser preparado com caldo desidratado ou extrato de levedura.

## Reino Unido
O gravy mais importante da culinária do Reino Unido é o que é preparado para acompanhar o rosbife no assado do domingo. Assim que a carne está assada, tira-se da panela ou tabuleiro onde cozinhou e embrulha-se em folha de alumínio; a panela ou tabuleiro são colocados numa boca do fogão, em lume forte e, quando os sucos começam a borbulhar, junta-se uma pequena quantidade de vinho tinto e raspa-se bem o fundo da panela até obter uma glace de carne; este processo é muito rápido e a glace é logo diluída com caldo de carne ou de vegetais, deixando ferver. Depois do molho estar bem misturado, passa-se por um passador e põe-se de novo ao lume para reduzir e finalmente junta-se um pouco de manteiga, que se deixa misturar com o molho até ficar pronto para servir.